# Menchi Barriocanal
Mercedes Barriocanal Perasso (Asunción, 24 de septiembre de 1961), más conocida como Menchi Barriocanal, es una cantante, periodista, presentadora de televisión y locutora de radio paraguaya.

## Primeros años y educación
Barriocanal nació el 24 de septiembre de 1961 en Asunción (Paraguay), en el Sanatorio Migone Battilana. Sus padres son Eloisa y Luís, tiene tres hermanos, Eloisa, Laura y Luis Antonio. Tuvo una infancia normal, según ella "su niñez fue una de las cosas más importantes que le han sucedido en la vida y que esas experiencias fortuitas le han permitido después, transitar difíciles caminos". Cursó toda la enseñanza primaria y secundaria en el Colegio de la Compañía de Santa Teresa de Jesús, más conocido como “Las Teresas”, dejándolo cuando cursaba el sexto curso, sin culminarlo por cuestiones personales. Culminó su secundaria posteriormente en el colegio Alvarín Romero. En 1982 ingresó a la carrera de contabilidad en la Universidad Católica "Nuestra Señora de la Asunción". A las tres semanas se dio cuenta de que no era lo suyo. De todos modos deseaba seguir una carrera universitaria y optó por la carrera de Psicología. En el cuarto año dejó la carrera ya que en ese entonces ya trabajaba en televisión y el tiempo que le consumía esto no le permitía poder continuar con su carrera universitaria. Se casó en tres oportunidades, la primera con el tenista paraguayo Víctor Pecci, del cual se divorció posteriormente y volvió a casarse con el músico Eduardo Valladares, se divorció y tiempo después se casó con el conductor Oscar Acosta. Tiene tres hijas, Montserrat, Alejandra y Guadalupe.
Desde hace veinte años viene trabajando en televisión y radio como conductora y periodista, paralelamente a una destacada carrera dentro del mundo de la música.

## Embajadora Nacional deUNICEF
En 2005, Menchi Barriocanal fue nombrada Embajadora Nacional de UNICEF en Paraguay. Participó del acto oficial el conocido actor y conductor de televisión Julián Weich, Embajador de UNICEF en Argentina. El nombramiento de Menchi fue el resultado de una relación de colaboración sostenida con UNICEF desde el año 2002. Menchi colaboró, en el 2002, con la campaña “Los primeros pasos son los más importantes” sobre la relevancia de los cuidados en los primeros años de vida para el desarrollo físico, intelectual y emocional de las personas. Más adelante, volvió a hacerlo con la campaña "Un entorno seguro para nuestros hijos e hijas”, luego de la tragedia sucedida el 1 de agosto de 2004 y, actualmente, participa en la campaña "Mamás del corazón" para recaudar fondos que serán destinados a un proyecto de asistencia nutricional a niños y niñas paraguayos.

"Creo que todos, absolutamente todos, desde el lugar que nos ocupa actuar como sociedad organizada tenemos una responsabilidad que es: denunciar hasta el cansancio las desigualdades terribles que se viven en nuestro país. Tenemos que ejercer presión como ciudadanos para revertir esas situaciones y exigir que finalmente ese Presupuesto General de Gastos de la Nación esté manejado responsablemente y, sobre todo, esté orientado a los sectores más vulnerables, en este caso a los niños y a sus madres…".
Menchi barriocanal

## La música en su vida
La música fue una pasión suya desde que era muy pequeña. Poseedora de una voz privilegiada. Integró el coro del colegio teresiano en la secundaria y actuaba en representaciones teatrales del colegio. Estudió canto por cierto tiempo. Ya algo mayor, integró ciertas bandas como por ejemplo:
- Lou & The Dicks
- Raíces
- Cantamérica

Ya luego de un tiempo se lanzó como solista, participando en numerosos conciertos y recitales, además fue premiada en varias ocasiones. Lanzó dos CD ("Duende de las Esquinas" en 1998 y "Alma y Corazón" en 1999), además de haber participado en otro material con otros artistas.

## Radio
- Radio FM (Cardinal FM) (1985-1991)
- Radio AM (Cardinal AM) (1991-1994)
- Programa matinal FM Latina 97.1(2002-2003)
- Monumental AM En Contexto (2010)
- Monumental AM En Voz Alta (2013)

## Televisión
| Año             | Medio      | Programa                         |
| --------------- | ---------- | -------------------------------- |
| 2014 - presente | Telefuturo | Meridiano Informativo            |
| 2010 - presente | Telefuturo | Telediario                       |
| 2009            | Telefuturo | Menchi y vos                     |
| 2008            | Telefuturo | Menchi el show                   |
| 2006-2007       | Telefuturo | Bailando por un sueño (Paraguay) |
| 2004-2005       | Telefuturo | Siempre Menchi                   |
| 2003            | Canal 13   | Menchi                           |
| 2001            | América TV | Gente que busca gente            |
| 1998-2001       | Telefuturo | Menchi                           |
| 1993–1996       | Canal 13   | El ojo                           |
| 1989            | Canal 13   | Marque el Trece                  |
| 1989            | Canal 13   | Cotidiano                        |
| 1986–1989       | Canal 13   | Camino al Éxito                  |
| 1983–1994       | Canal 13   | Noticiero                        |
| 1982            | Canal 13   | Su deporte favorito              |